# Rurki grzyba

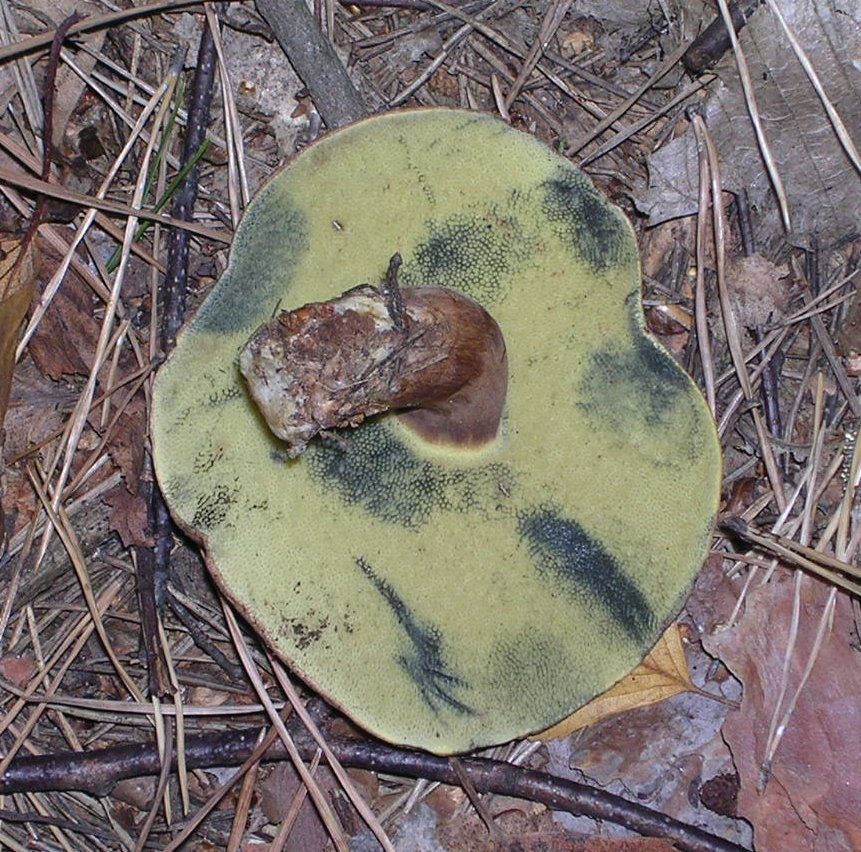

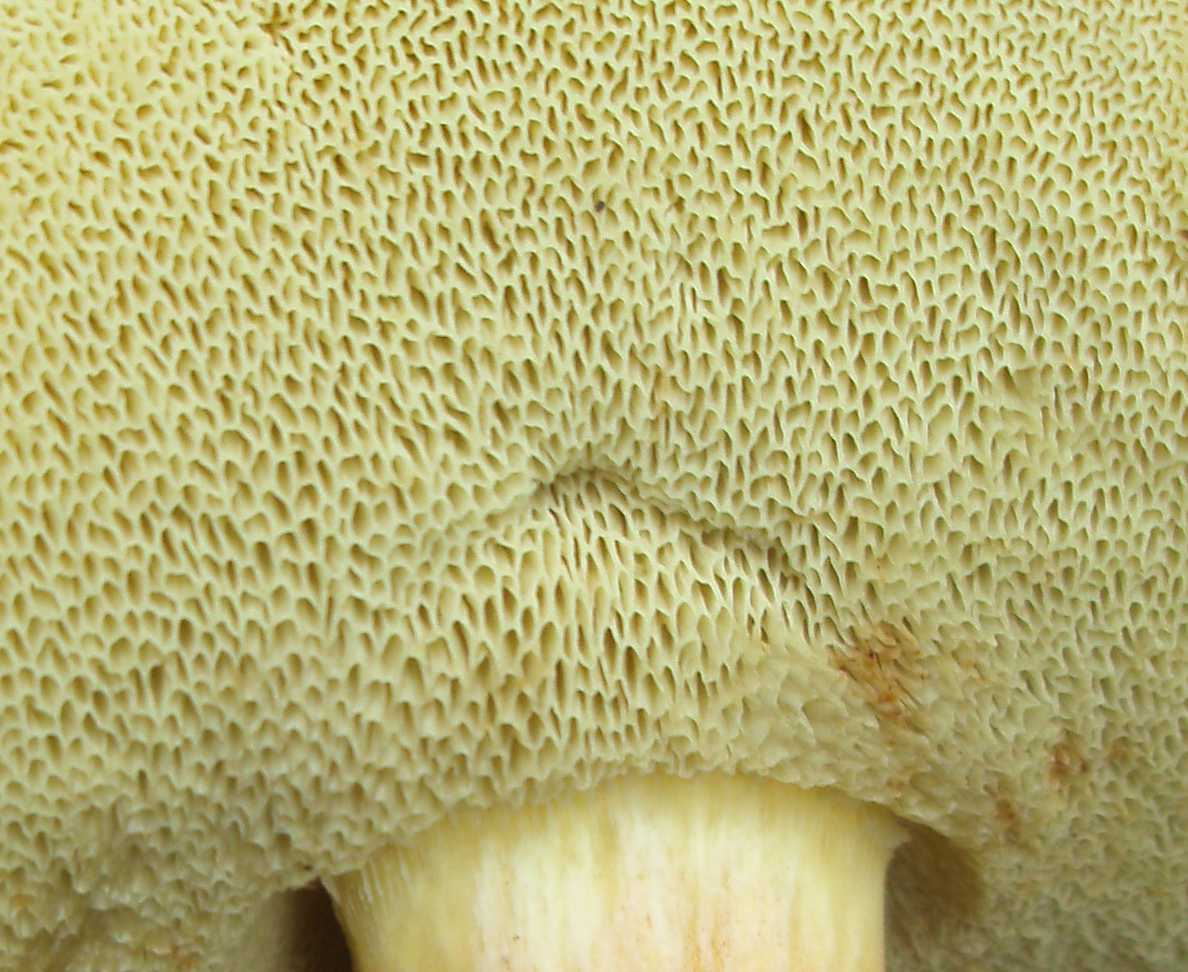

Rurki, hymenofor rurkowy – u grzybów owocnikowych jest to rodzaj hymenoforu. Hymenofor rurkowy, czyli poroidalny, występuje u wielu grzybów kapeluszowych, a także u grzybów poliporoidalnych i niektórych kortycjoidalnych z owocnikiem rozpostartym, rozpostarto-odgiętym, rozproszonym i siedzącym (przyrośniętym bokiem do drewna). Rurki u grzybów kapeluszowych występują zawsze na dolnej stronie kapelusza, a u owocników rozpostartych na ich zewnętrznej powierzchni. Hymenium w postaci rurek występuje m.in. u gatunków z rzędu borowikowców i żagwiowców.
Rurki mają kształt cienkich kanalików otwierających się na zewnątrz z jednej strony tzw. porami. Wystająca na zewnątrz hymenoforu część ściany rurek to dissepiments (zwane też ostrzem rurek). Długość rurek u różnych gatunków grzybów wynosi od 1 mm do 3 cm. Wewnątrz rurek znajduje się hymenium zawierające liczne podstawki (basidium), wytwarzające zarodniki. Po dojrzeniu zarodniki odrywają się od podstawek i wysypują się na zewnątrz poprzez pory. Pory mogą mieć różną średnicę, u wielu gatunków są widoczne gołym okiem, u niektórych jednak są tak drobne, że bez pomocy lupy nie można ich dostrzec. Zwykle podaje się ich ilość na mm. Mogą mieć różne zabarwienie, u młodych okazów są zwykle jaśniejsze. U niektórych gatunków po dotknięciu czy uszkodzeniu zmieniają barwę, np. u koźlarza grabowego robią się czarne. W identyfikacji gatunków dużą rolę odgrywa kształt porów. Mogą one być okrągłe, prawie okrągłe, kanciaste, wydłużone lub labiryntowate.
U większości gatunków rurki są mniej więcej tego samego koloru co powierzchnia porów, ale z wiekiem mogą stać się jaśniejsze niż powierzchnia porów i u nich nie ma widocznej różnicy ani w kolorze, ani konsystencji pomiędzy rurkami a kontekstem lub subikulum. U niektórych gatunków jednak rurki mogą mieć inny kolor, konsystencję, a nawet system strzępkowy niż kontekst. U niektórych rodzajów (np. Gloeoporus) pomiędzy rurkami a kontekstem może występować wyraźna strefa lub gęsta warstwa. Wszystkie te cechy budowy rurek mogą mieć duże znaczenie przy identyfikacji gatunku. Znaczenie ma także budowa dissepiments.